# 高柳健次郎

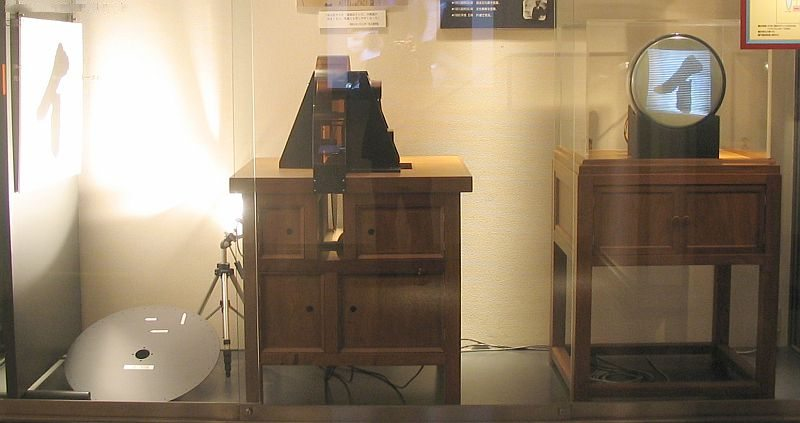
テレビ伝送実験装置の再現展示（NHK放送博物館）

高柳 健次郎（たかやなぎ けんじろう、1899年〈明治32年〉1月20日 - 1990年〈平成2年〉7月23日）は、日本の工学者、日本ビクター元副社長・技術最高顧問。静岡大学名誉教授。日本のテレビの父と呼ばれる。文化勲章受章。

## 来歴・人物

### 戦前
静岡県浜名郡和田村（今の静岡県浜松市中央区安新町）に生まれた。静岡師範学校を経て1921年（大正10年）、東京高等工業学校（現・東京工業大学）附設工業教員養成所卒業。同年、神奈川県立工業学校（現・神奈川県立神奈川工業高等学校）教諭、1924年（大正13年）に浜松高等工業学校（現・静岡大学工学部）助教授となり「無線遠視法」（テレビジョン）の研究を本格的に開始する。
大正天皇が崩御し昭和天皇が即位した1926年（昭和元年）12月25日、高柳はブラウン管による電送・受像に世界で初めて成功した。送像側にニプコー円板を、受像側にブラウン管を用いて、片仮名の「イ」の文字を送受像した。走査線の数は40本だった。「イ」の文字はいろは順の最初の文字として選んだ。
1927年（昭和2年）、文部省の自然科学研究奨励費の対象となり、研究を進め、同年6月に特許権を取得。同年11月28日、電気学会主催の発表会が開かれ、無線による映像の送受信を実演した。この時点の解像度は1,600画素。
1937年（昭和12年）、浜松工業学校の教授の籍を残したままNHKに出向。出向に当たっては高柳の助手10人も研究員としてNHK入りしたほか、世田谷区喜多見の技術研究所に新たな研究室が建設されるなど高待遇で迎えられた。研究室では東京オリンピックのテレビ放送を目指してテレビ受像機の研究を本格的に開始したが翌1938年（昭和13年）に日中戦争が激化するなどで東京オリンピックは中止。テレビの研究も中断させられレーダーや奮龍の誘導装置など、軍事関連の研究をすることになる。

### 戦後
終戦後、NHKに戻ってテレビの研究を再開するがGHQの指令によりテレビの研究を禁止させられ、公職追放となる。
その後、1946年（昭和21年）に日本ビクターに高柳の弟子と共に入社。自身が中心となり、NHK、シャープ、東芝と共同でテレビ放送技術とテレビ受像機を完成させた。
同年、産官学共同でテレビ技術の研究開発を行う団体として組織された「テレビジョン同好会」（1950年〈昭和25年〉テレビジョン学会に改称）の委員長に就任。同学会はその後文部省認可の社団法人「テレビジョン学会」（1996年〈平成8年〉に社団法人「映像情報メディア学会」と改称）に改組された。同学会は初代会長・丹羽保次郎とともに健次郎の功績を記念して、優れた研究・業績に対する丹羽高柳賞を設定している。
このほか、公益財団法人 高柳健次郎財団があり、高柳健次郎賞、高柳健次郎業績賞、研究奨励賞、科学放送高柳賞を制定している。
- 1955年（昭和30年）4月 - 紫綬褒章を受章。
- 1970年（昭和45年）11月 - 日本ビクター代表取締役副社長就任。
- 1973年（昭和48年）11月 - 日本ビクター技術最高顧問就任。
- 1974年（昭和49年）2月 - 科学放送振興協会理事長就任。
- 1974年（昭和49年）11月 - 勲二等瑞宝章を受章。
- 1980年（昭和55年）11月3日 - 文化功労者表彰を受賞。
- 1981年（昭和56年）11月3日 - 文化勲章を受章。
- 1984年（昭和59年）10月 - 高柳記念電子科学技術振興財団設立。理事長就任。
- 1987年（昭和62年）7月 - 米国アラバマ州立大学名誉教授。静岡県浜松市名誉市民[6]。
- 1988年（昭和63年）10月 - 米国映画テレビ技術者協会（SMPTE）名誉会員に推挙。
- 1988年（昭和63年）11月 - 静岡大学名誉博士。
- 1989年（平成元年）4月 - 勲一等瑞宝章を受章。
- 1990年（平成2年）7月23日 - 肺炎により死去。91歳没。
- 2009年（平成21年）11月 - 電子式テレビジョンの開発を米国電気電子学会がIEEEマイルストーンに認定。

### 顕彰等
高柳らによる実験を模擬的に再現している教材が、日本ビクター久里浜技術センターにある記念館、NHK放送博物館、後述する静岡大学にある記念館、各地の科学館などにある。
高柳の教え子には浜松ホトニクスの創業者・堀内平八郎、松下電器製作所（現・パナソニック）の久野古夫などがいる。
浜松市中区城北にある静岡大学浜松キャンパス内に静岡大学高柳記念未来技術創造館があり、高柳の業績の一部が収蔵・展示されている。また、同館内には、IEEEマイルストーンの銘板と胸像がある。
2011年（平成23年）1月20日、誕生日を記念してGoogle日本版のホームページのロゴが特別バージョンとなった（画像）。

## 家族・親族
次男は経営学者の高柳暁、娘に幼児心理学者の吉村たづ子がいる。
静岡大学工学部（かつての浜松高等工業学校）教授などを務めた生物学者の吉村仁は、孫にあたる。